# ISO 3166-2:RS
ISO 3166-2:RS es la entrada para Serbia en ISO 3166-2, parte de los códigos de normalización ISO 3166 publicados por la Organización Internacional de Normalización (ISO), que define los códigos para los nombres de las principales subdivisiones (p.ej., provincias o estados) de todos los países codificados en ISO 3166-1.
En la actualidad, para Serbia los códigos ISO 3166-2 se definen para dos niveles de subdivisiones:
- 2 provincias autónomas
- 1 ciudad y 29 distritos

La ciudad de Belgrado es la capital del país y tiene un estatus especial, equiparable al de los distritos.
Cada código consta de dos partes, separadas por un guion. La primera parte es RS, el código ISO 3166-1 alfa-2 para Serbia. La segunda parte tiene, según el caso:
- dos letras: provincias autónomas
- dos cifras: ciudad y distritos

Las cifras para la ciudad y los distritos se asignan de este modo:
- 00: ciudad
- 01–07: distritos en la provincia autónoma de Vojvodina
- 08–24: distritos en Serbia Central
- 25–29: distritos en la provincia autónoma de Kosovo-Metohija (a diferencia de los distritos establecidos cuando estaba bajo la administración interina de la Misión de Administración Provisional de las Naciones Unidas en Kosovo, y actualmente usados por la República de Kosovo, independiente de facto)

Antes de la disolución de Serbia y Montenegro en 2006, Serbia tenía asignado el código CS-SR en la ISO 3166-2 bajo la entrada para Serbia y Montenegro.

## Códigos actuales
Los nombres de las subdivisiones se ordenan según el estándar ISO 3166-2 publicado por la Agencia de Mantenimiento ISO 3166 (ISO 3166/MA).
Pulsa sobre el botón en la cabecera para ordenar cada columna.

### Provincias autónomas
| Código | Nombre de la subdivisión (sr) (UN III/11 1977) |
| ------ | ---------------------------------------------- |
| RS-KM  | Kosovo-Metohija                                |
| RS-VO  | Vojvodina                                      |

#### Nota
1. ^ La República de Kosovo se declaró unilateralmente independiente el 17 de febrero de 2008, pero Serbia sigue reclamándola como parte de su propio territorio soberano. No hay código nacional para en la ISO 3166, sin embargo, se han autoasignado el código "XK", que es usado por muchas organizaciones internacionales.

### Ciudad y distritos
| Código | Nombre de la subdivisión (sr) (UN III/11 1977) | Nombre de la subdivisión (es) | Categoría de subdivisión | Subdivisión matriz |
| ------ | ---------------------------------------------- | ----------------------------- | ------------------------ | ------------------ |
| RS-00  | Beograd                                        | Belgrado                      | ciudad                   | —                  |
| RS-14  | Borski okrug                                   | Bor                           | distrito                 | —                  |
| RS-11  | Braničevski okrug                              | Braničevo                     | distrito                 | —                  |
| RS-23  | Jablanički okrug                               | Jablanica                     | distrito                 | —                  |
| RS-06  | Južnobački okrug                               | Bačka del Sur                 | distrito                 | RS-VO              |
| RS-04  | Južnobanatski okrug                            | Banato del Sur                | distrito                 | RS-VO              |
| RS-09  | Kolubarski okrug                               | Kolubara                      | distrito                 | —                  |
| RS-25  | Kosovski okrug                                 | Kosovo                        | distrito                 | RS-KM              |
| RS-28  | Kosovsko-Mitrovački okrug                      | Mitrovica                     | distrito                 | RS-KM              |
| RS-29  | Kosovsko-Pomoravski okrug                      | Kosovo-Pomoravlje             | distrito                 | RS-KM              |
| RS-08  | Mačvanski okrug                                | Mačva                         | distrito                 | —                  |
| RS-17  | Moravički okrug                                | Moravica                      | distrito                 | —                  |
| RS-20  | Nišavski okrug                                 | Nišava                        | distrito                 | —                  |
| RS-24  | Pčinjski okrug                                 | Pčinja                        | distrito                 | —                  |
| RS-26  | Pećki okrug                                    | Peć                           | distrito                 | RS-KM              |
| RS-22  | Pirotski okrug                                 | Pirot                         | distrito                 | —                  |
| RS-10  | Podunavski okrug                               | Podunavlje                    | distrito                 | —                  |
| RS-13  | Pomoravski okrug                               | Pomoravlje                    | distrito                 | —                  |
| RS-27  | Prizrenski okrug                               | Prizren                       | distrito                 | RS-KM              |
| RS-19  | Rasinski okrug                                 | Rasina                        | distrito                 | —                  |
| RS-18  | Raški okrug                                    | Raška                         | distrito                 | —                  |
| RS-01  | Severnobački okrug                             | Bačka del Norte               | distrito                 | RS-VO              |
| RS-03  | Severnobanatski okrug                          | Banato del Norte              | distrito                 | RS-VO              |
| RS-02  | Srednjebanatski okrug                          | Banato Central                | distrito                 | RS-VO              |
| RS-07  | Sremski okrug                                  | Sirmia                        | distrito                 | RS-VO              |
| RS-12  | Šumadijski okrug                               | Šumadija                      | distrito                 | —                  |
| RS-21  | Toplički okrug                                 | Toplica                       | distrito                 | —                  |
| RS-15  | Zaječarski okrug                               | Zaječar                       | distrito                 | —                  |
| RS-05  | Zapadnobački okrug                             | Bačka del Oeste               | distrito                 | RS-VO              |
| RS-16  | Zlatiborski okrug                              | Zlatibor                      | distrito                 | —                  |

## Cambios
Los siguientes cambios de entradas han sido anunciados en los boletines de noticias emitidos por el ISO 3166/MA desde la primera publicación del ISO 3166-2 en 1998, cesando esta actividad informativa en 2013.
| Informe      | Fecha de emisión                     | Descripción del cambio reportado                                                                            | Cambio de código o subdivisión                                        |
| ------------ | ------------------------------------ | --- | --------------------------------------------------------------------- |
| Boletín I-8  | 2007-04-17                           | Se añade un nuevo país (de acuerdo con la ISO 3166-1, Boletín V-12)                                         | Subdivisiones añadidas:1 ciudad, 2 repúblicas autónomas, 29 distritos |
| Boletín II-1 | 2010-02-03 (corregido el 2010-02-19) | Se añade el prefijo del código del nuevo país como primer elemento del código, actualización administrativa |                                                                       |

Los siguientes cambios a la entrada figuran en el listado del catálogo en línea de la ISO:
| Fecha real del cambio | Breve descripción del cambio                                                                                |
| --------------------- | --- |
| 2014-12-18            | Alineación con la UNTERM de la abreviatura en minúsculas en francés                                         |
| 2010-02-19            | Se añade el prefijo del código del nuevo país como primer elemento del código, actualización administrativa |